# Calyptranthes densiflora
Calyptranthes densiflora är en myrtenväxtart som beskrevs av Eduard Friedrich Poeppig och Otto Karl Berg. Calyptranthes densiflora ingår i släktet Calyptranthes och familjen myrtenväxter. IUCN kategoriserar arten globalt som otillräckligt studerad. Inga underarter finns listade i Catalogue of Life.